# 谷家冲洛阳牡丹
谷家冲洛阳牡丹，位于中国广东省韶关市乐昌市白石镇上黄村谷家冲，为乐昌市的一个市级文物保护单位，类型为其他，公布时间为1987年12月17日。
谷家冲洛阳牡丹植栽于清乾隆年间。